# 오번 대학교
오번 대학교(영어: Auburn University, 또는 어번 대학교)는 1856년에 설립된 미국 앨라배마주 리군 오번(Auburn)에 있는 주립 대학교이다.

## 역사

### 설립

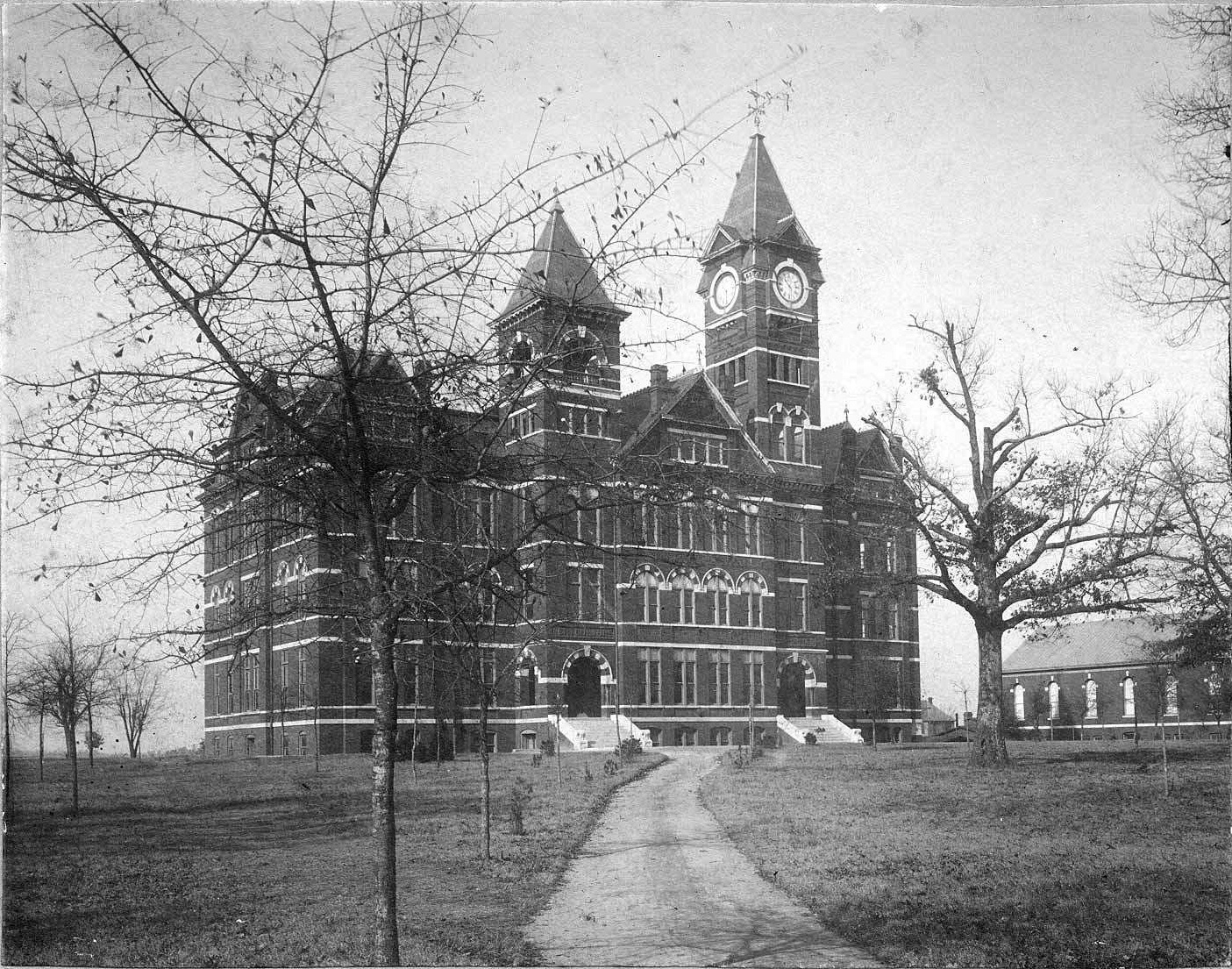
1890년 오번 대학교의 Samford Hall.

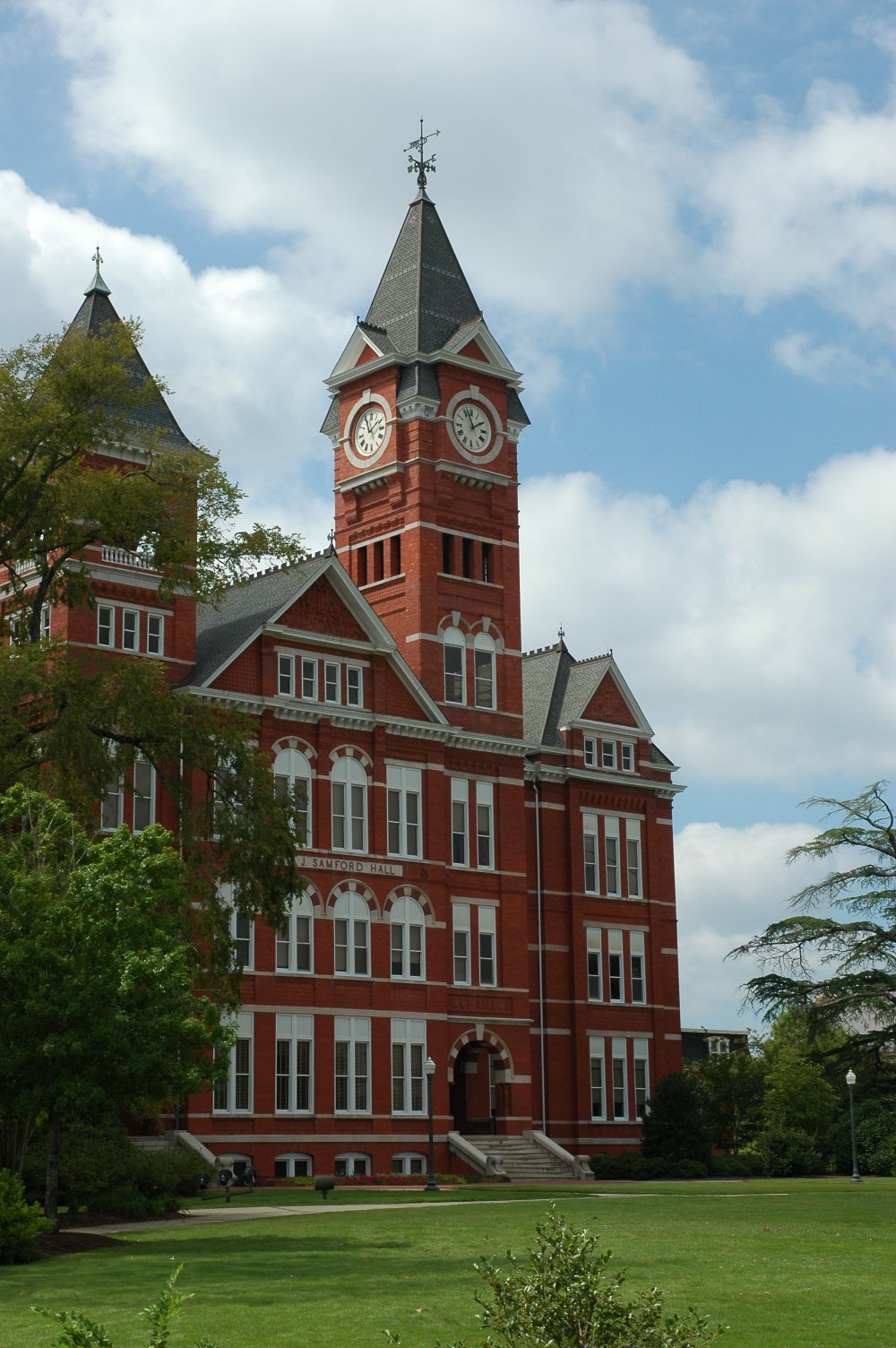
현재의 Samford Hall. 도시의 상징 건물이다.

1856년 주의 인가로 오번 시에 감리교파 대학교(East Alabama Male College)를 건설하였고 1859년 오번 대학교로 이름을 바꾸며 개강을 시작, 오번 시는 본격적인 대학 타운으로 발전했다.

### 발전
1861년 발발한 남북전쟁으로 미국 남부의 많은 도시들처럼 오번시의 인구 또한 감소하였고 경제적인 피해를 입었다. 1900년 이전까지 남부는 경제난을 입었고 이 도시 또한 모릴 토지 허여 법안이 있기 전까지 대학을 중심으로 모든 것이 침체되었다.
그러나 모릴 토지 허여 법안으로 많은 미국 남부의 공립 대학이 정부의 지원을 받게되면서, 이 대학 또한 다시 침체로부터 회복하였다. 1892년 앨라배마 주에서 최초로 여학생을 받아들이기 시작하였고 농학과 비즈니스, 엔지니어링 학과가 개설되었다. 1910년 인구는 남북 전쟁 이전으로 회복하였고 오번 대학교 미식축구팀의 남부 지역 우승으로 인지도와 도시 수준도 향상되었다.
대학이 발전하면서 정부 인가로 우주항공 시설과 지질 및 해양 탐사 권리를 갖추게 되고, 본격적으로 과학 분아를 육성시키게되었다.

## 구성
날짜는 설립연도임.

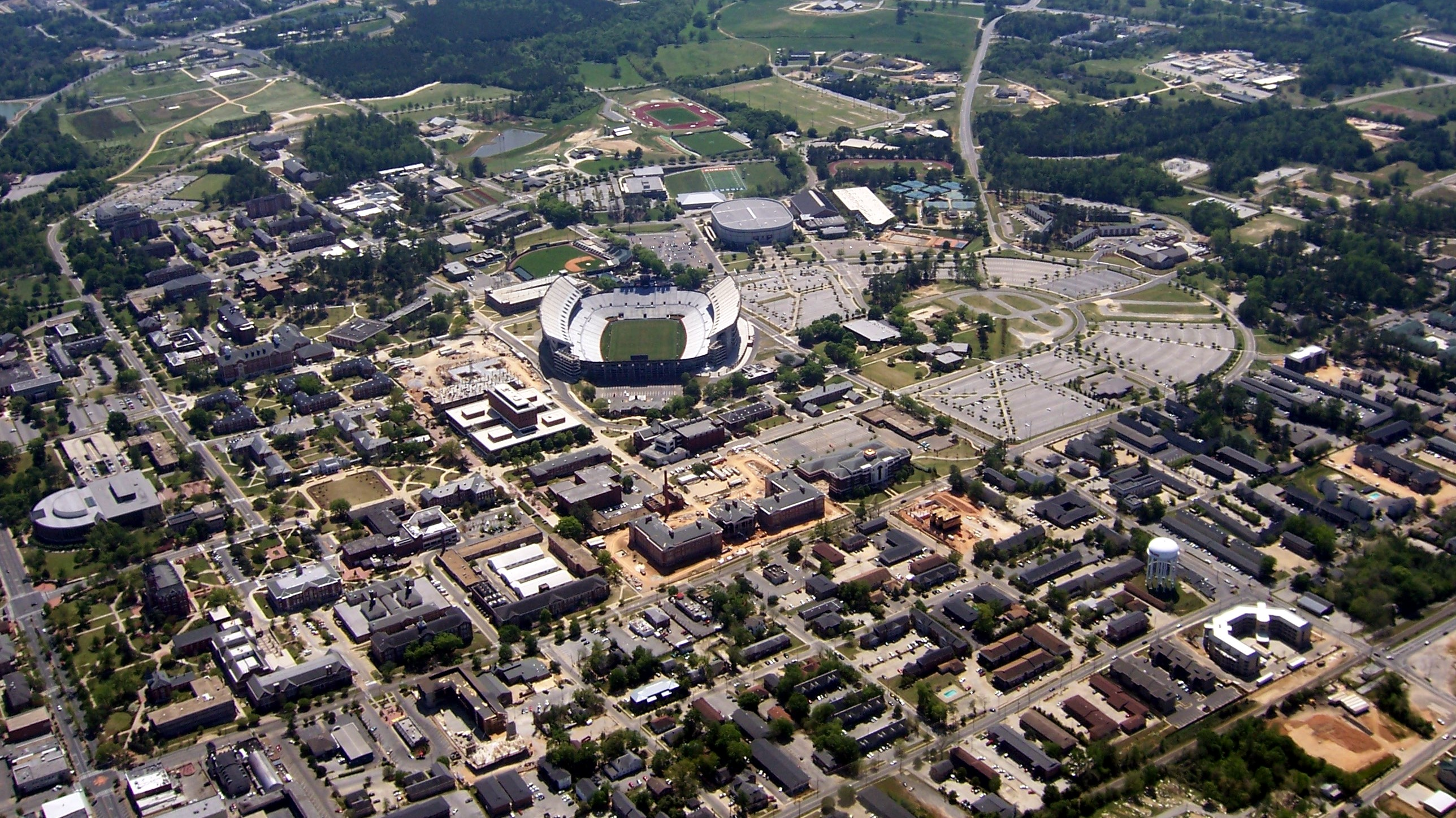
대학교 캠퍼스의 항공 사진.

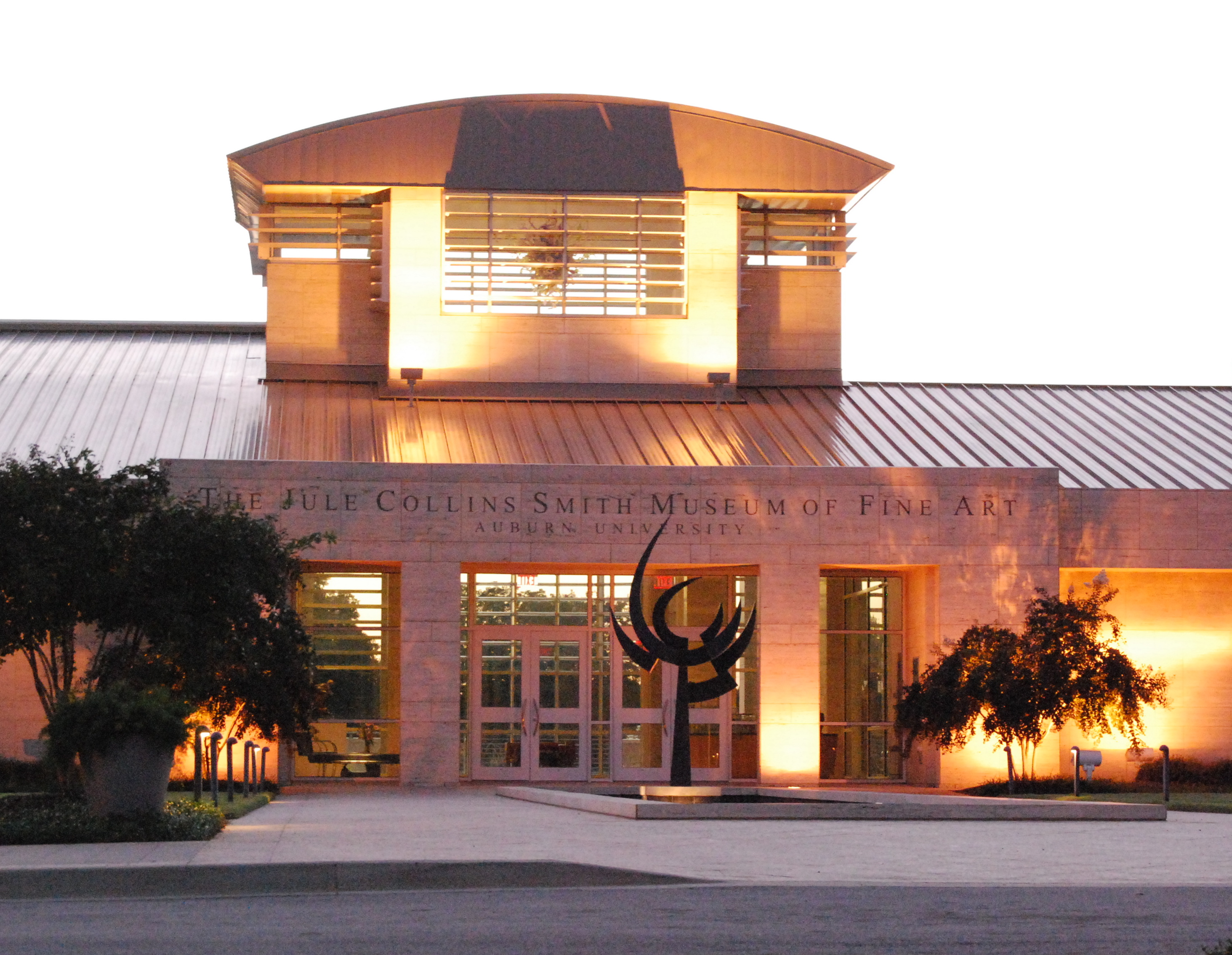
Jule Collins Smith 미술관

- College of Agriculture, 1872
  - Agricultural Economics and Rural Sociology
  - Agronomy and Soils
  - Animal Sciences
  - Biosystems Engineering
  - Entomology and Plant Pathology
  - Fisheries and Allied Aquacultures
  - Horticulture
  - Poultry Science

- College of Architecture, Design and Construction, 1907

- College of Business, 1967
  - School of Accountancy
  - Aviation and Supply Chain Management
  - Finance
  - Management
  - Marketing

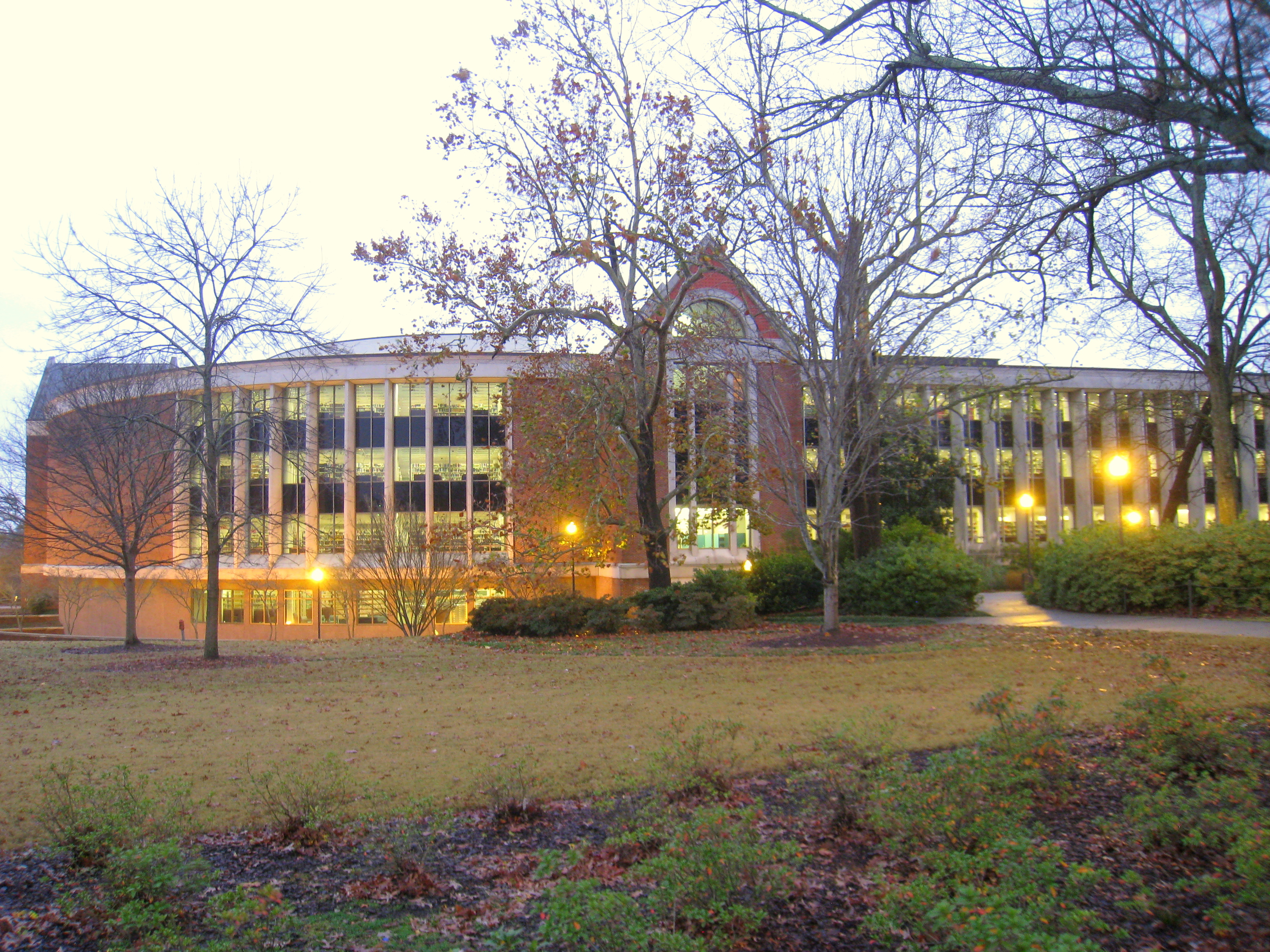
Ralph B. Draughon 도서관

- College of Education, 1915
  - Curriculum and Teaching
  - Educational Foundations, Leadership and Technology
  - Kinesiology
  - Special Education, Rehabilitation, Counseling/School Psychology

- Samuel Ginn College of Engineering, 1872

- School of Forestry and Wildlife Sciences, 1984

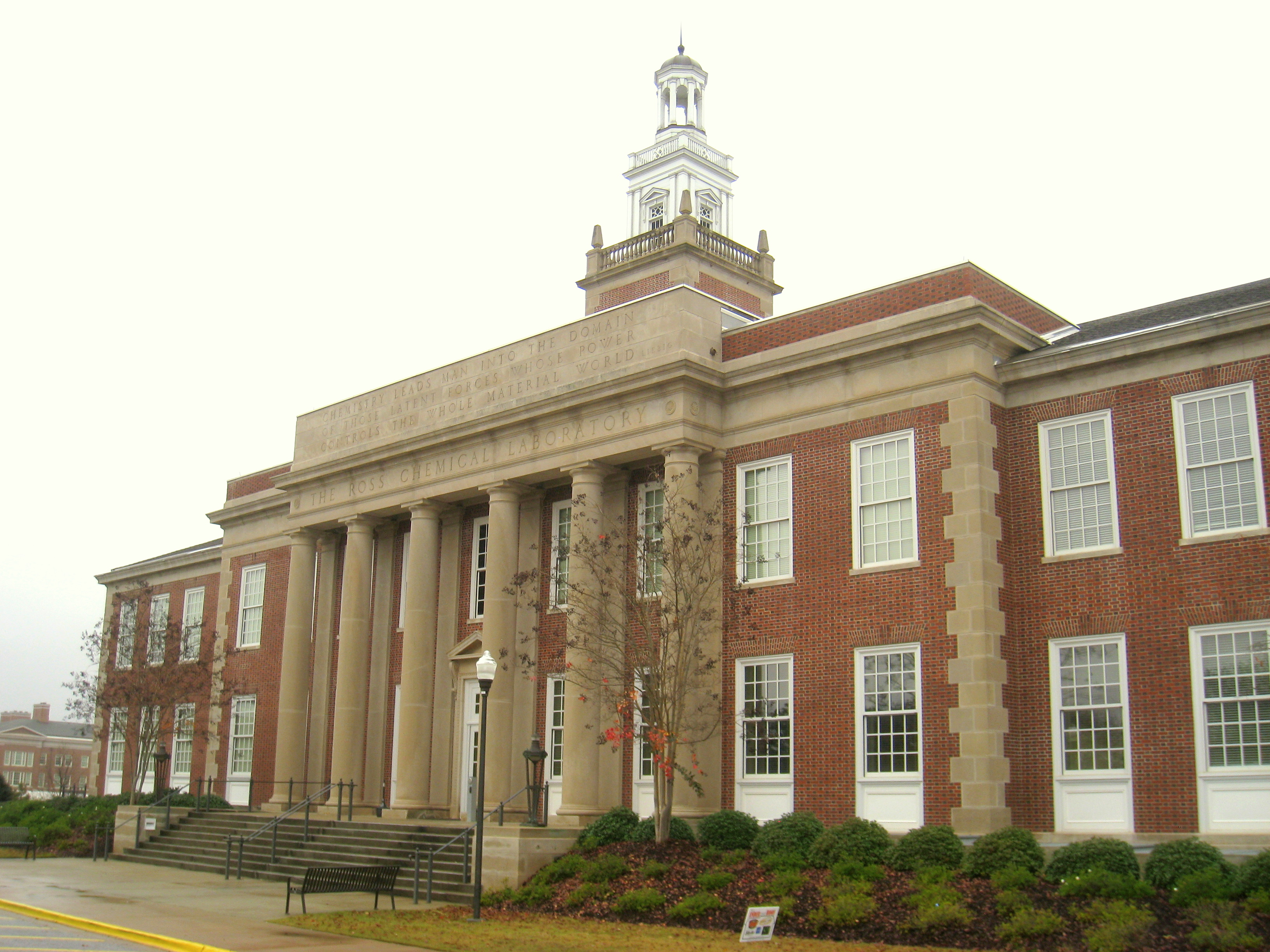
Ross 화학과 건물

- College of Human Sciences, 1916
  - Consumer Affairs
  - Human Development and Family Studies
  - Nutrition, Dietetics, and Hospitality Management

- College of Liberal Arts, 1986

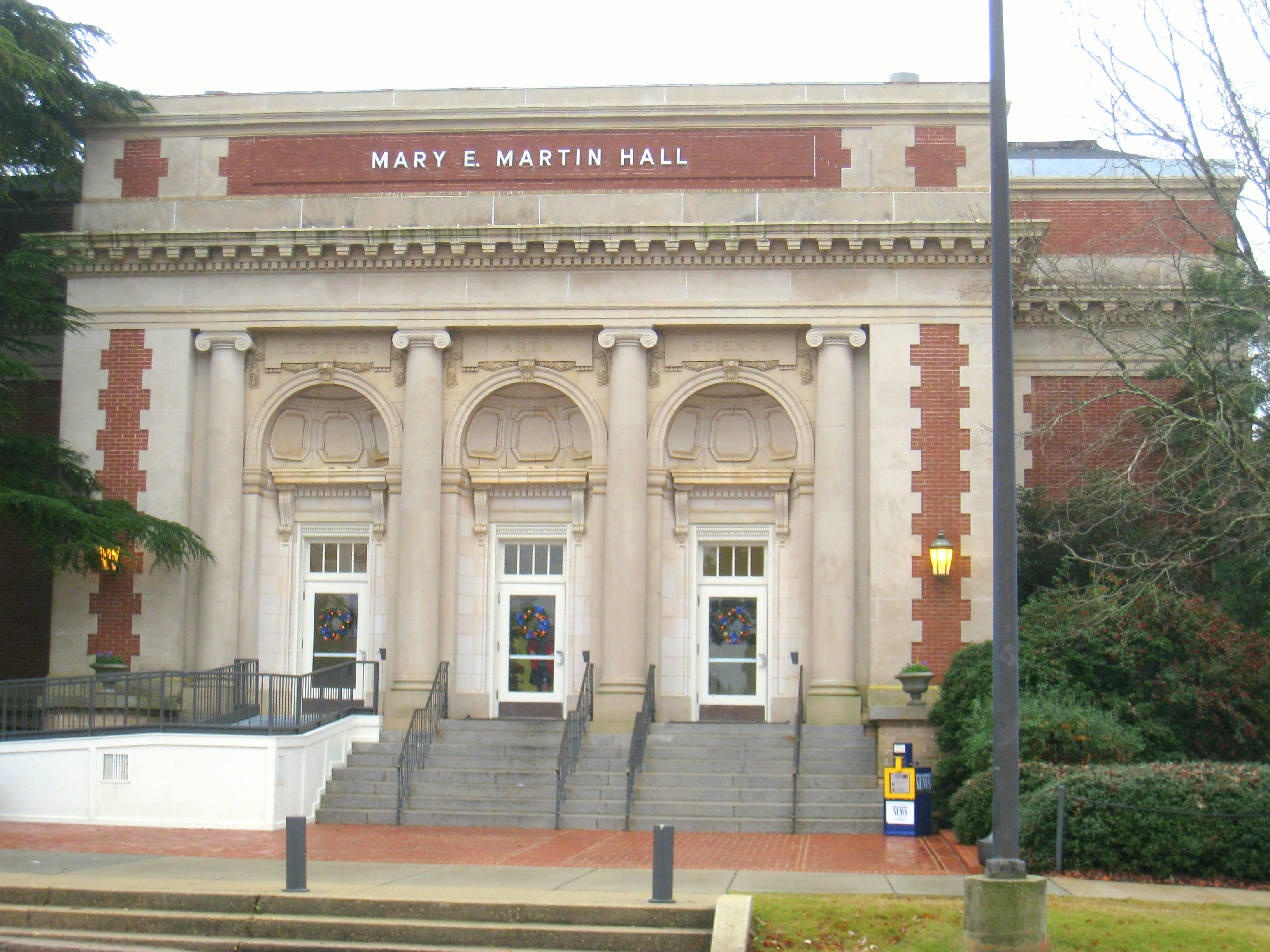
Mary E. Martin 홀

- School of Nursing, 1979

- James Harrison School of Pharmacy, 1885
  - Pharmacal Sciences
  - Pharmacy Practice
  - Pharmacy Care Systems

- College of Sciences and Mathematics, 1986
  - Biological Sciences
  - Chemistry and Biochemistry
  - Geology and Geography
  - Mathematics and Statistics
  - Physics

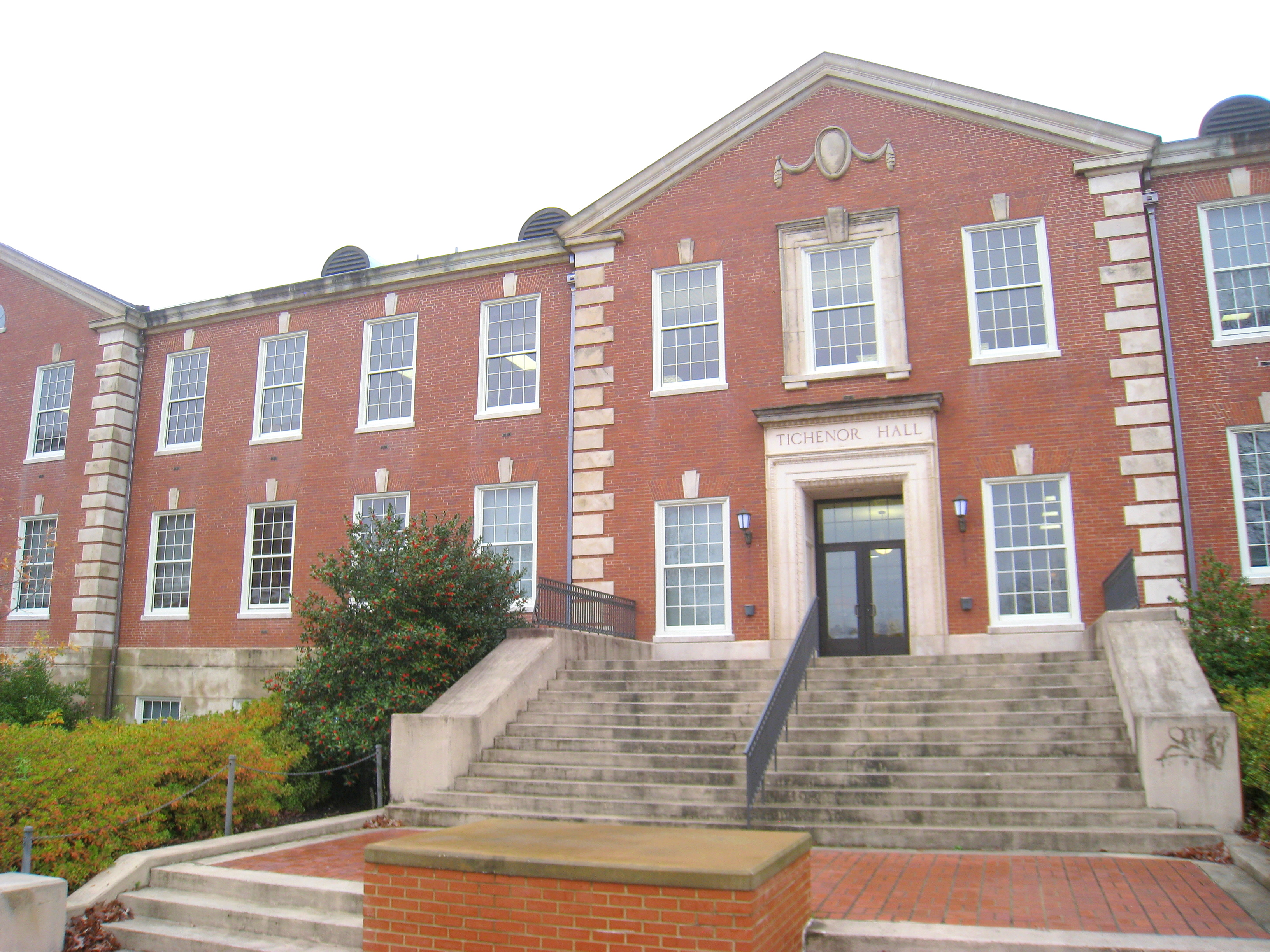
Tichenor 홀

- College of Veterinary Medicine, 1907
  - Anatomy, Physiology and Pharmacology
  - Clinical Sciences
  - Pathobiology

- Graduate School, 1872

Auburn Athletics 로고

## 학교 현황
미국 남부의 유명 공립 대학으로 스포츠와 특유의 문화로 인기가 많다.
넓고 다양한 분야의 수업을 제공하며, 특히 우주항공, 농학, 공학, 건축, 교육학 등의 순위가 높고 인기가 있다.

### 순위
미국 공립 대학교 중 항상 50위 이내로 선정되며, 저렴한 학비에 양질의 교육을 자랑한다.
- 포브스 - 미국 116위
- USNWR - 미국 86위[7]

## 캠퍼스 및 환경
이 대학은 교통이 편리하고 약간 더운 기후를 가진 지역에 위치하고있다.
여름은 길고 더우며, 겨울은 짧고 비교적 따뜻하다.
넓고 조경이 아름다운 캠퍼스를 가지고 있으며,
잔디로 덮인 평지 위에 붉은 벽돌로 지어진 전통적인 미국 남부 건축 양식으로 지어진 건물이 많다.
양식장, 항공 센터, 비행장, 각종 과학 연구소, 기술 연구소, 실험실, 강당 등의 시설을 갖추고 있으며, 전국적으로 크고 수준 높은 도서관과 경기장을 자랑한다.

## 스포츠

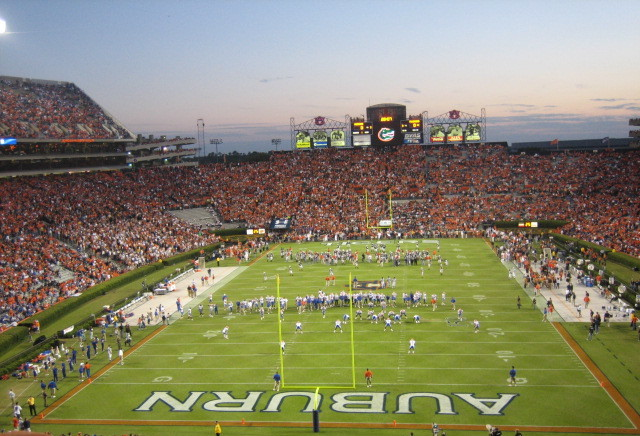
대학 미식축구 경기

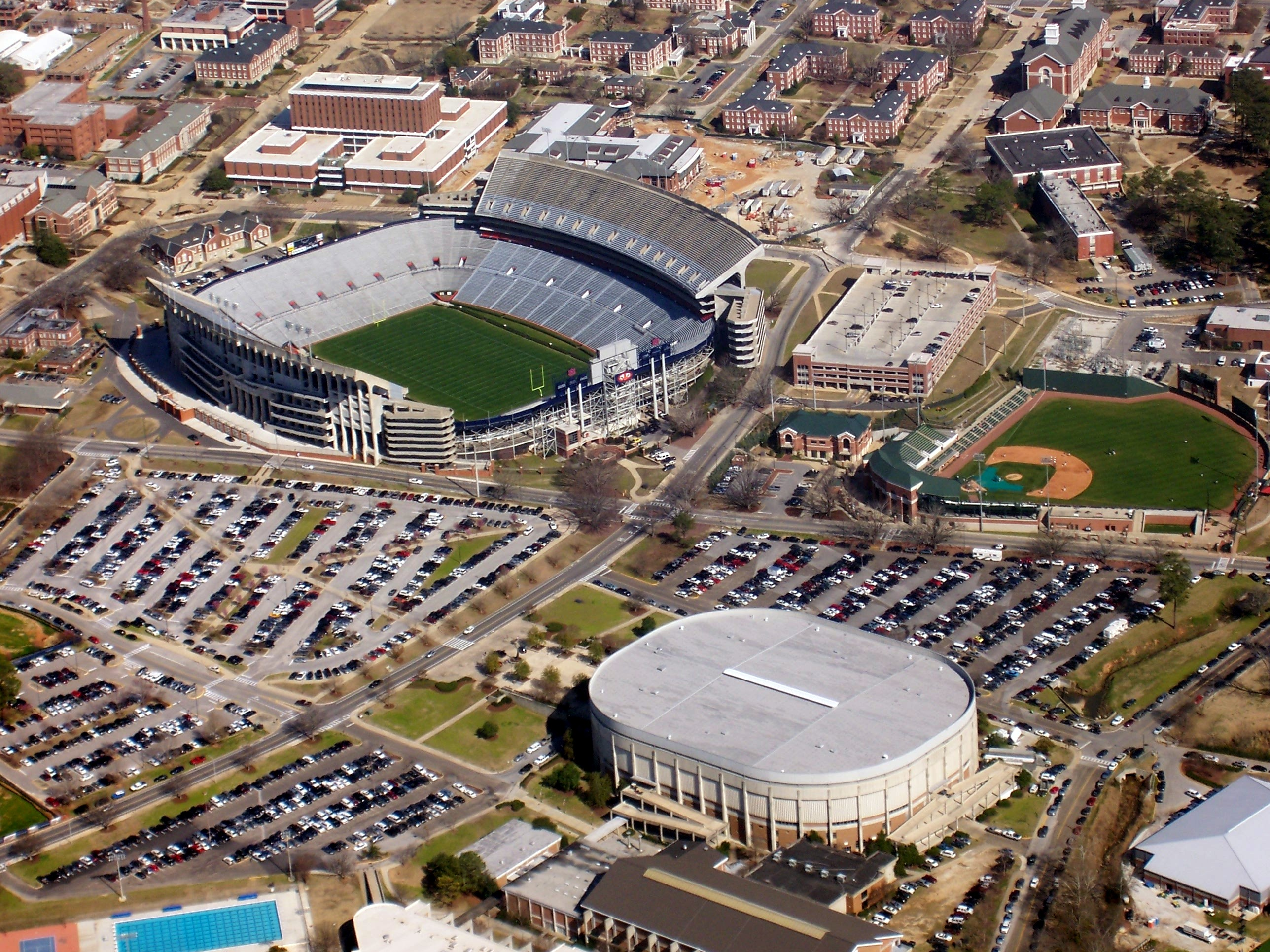
대학 미식축구와 농구 경기장.

이 학교에게 있어 스포츠 팀은 매우 중요한데, 특히 미식축구 팀(Auburn Tigers)의 인기와 그 영향은 엄청나다.
전통적으로 앨라배마 대학교와 라이벌 관계를 유지하고 있으며,
역사상 두번 전미 미식축구 대학리그에서 우승하는 등, 팀의 수준이 높다.
이 학교의 스포츠 팀은 수영, 농구, 야구, 골프 등 다양한 스포츠 종목에서 높은 성적을 구가하고 있다.